# Narona

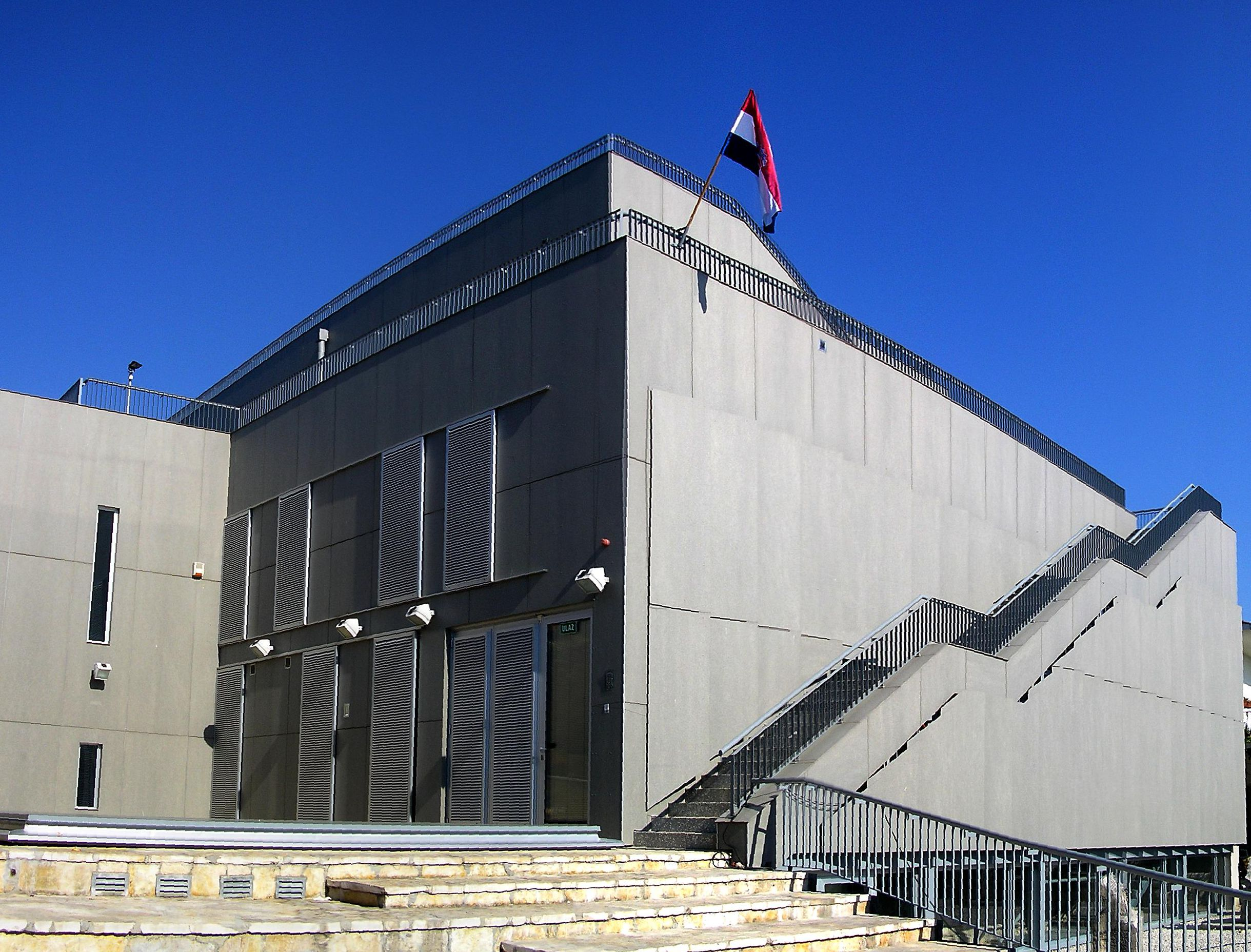
Musée archéologique de Narona

Narona est une colonie romaine antique de la province de Dalmatie, aujourd'hui un site dans le village de Vid, à 4 kilomètres de Metković sur la Neretva en Croatie.

## Histoire
Pline l'Ancien cite la colonie de Narona, sur le fleuve Narone.
Narona possédait un théâtre, car une inscription latine de l'époque d'Auguste indique qu'un Julius Martialis y donna trois jours de jeux scéniques.
Les dernières traces de présence byzantine à Narona sont deux monnaies, un datant de Phocas ou d'Héraclius Ier, l'autre un follis d'Héraclius émis à Constantinople en 613/614, ce qui situe la date de la chute de la ville lors des invasions des Avars ou des Slaves.